# 磯谷駿
磯谷 駿（いそたに しゅん、2002年7月30日 - ）は、山口県下関市出身のサッカー選手。Jリーグ・レノファ山口FC所属。ポジションはDF。

## 来歴
9歳の頃からサッカーを始め、九州国際大学附属高校に進学。元々特進クラスで国公立大学への進学を考えていたと言うが、1学年上の吉田晃がプロに進んだのに影響を受け、大学でも引き続きサッカーを続けプロサッカー選手を目指す道を選ぶ。
大学は福岡大学に進み、サッカー部に所属。1年次からデンソーカップに参加する九州選抜チームの常連となり、2024年には準優勝したプレーオフ選抜の一員として大会優秀選手にも選ばれた。
2024年7月25日、2025年シーズンからのレノファ山口FCへの加入が発表された。

## 所属クラブ
- 山の田サッカースポーツ少年団
- ミレニオアスレティック
- 九州国際大附属高校
- 福岡大学
- 2025年 -  レノファ山口FC

## 個人成績
| 国内大会個人成績 | 国内大会個人成績 | 国内大会個人成績 | 国内大会個人成績 | 国内大会個人成績 | 国内大会個人成績 | 国内大会個人成績 | 国内大会個人成績 | 国内大会個人成績 | 国内大会個人成績 | 国内大会個人成績 | 国内大会個人成績 |
| 年度             | クラブ           | 背番号           | リーグ           | リーグ戦         | リーグ戦         | リーグ杯         | リーグ杯         | オープン杯       | オープン杯       | 期間通算         | 期間通算         |
| 年度             | クラブ           | 背番号           | リーグ           | 出場             | 得点             | 出場             | 得点             | 出場             | 得点             | 出場             | 得点             |
| 日本             | 日本             | 日本             | 日本             | リーグ戦         | リーグ戦         | リーグ杯         | リーグ杯         | 天皇杯           | 天皇杯           | 期間通算         | 期間通算         |
| ---------------- | ---------------- | ---------------- | ---------------- | ---------------- | ---------------- | ---------------- | ---------------- | ---------------- | ---------------- | ---------------- | ---------------- |
| 2025             | 山口             | 76               | J2               |                  |                  |                  |                  |                  |                  |                  |                  |
| 通算             | 日本             | 日本             | J2               |                  |                  |                  |                  |                  |                  |                  |                  |
| 総通算           |                  |                  |                  |                  |                  |                  |                  |                  |                  |                  |                  |

- 2024年は特別指定選手（背番号43、公式戦出場なし）
- Jリーグ初出場 - 2025年3月23日 J2第6節 vsロアッソ熊本（維新みらいふスタジアム）